# Rivière Davoust
Pour les articles homonymes, voir Davoust.
La rivière Davoust est un affluent de la rive Nord-Est de la rivière Nottaway, coulant dans la municipalité de Eeyou Istchee Baie-James, dans la région administrative du Nord-du-Québec, au Québec, au Canada.
La rivière Davoust coule entièrement en zone forestière et de marais à l’Est du lac Dusaux que traverse vers le Nord la rivière Nottaway. La surface de la rivière est habituellement gelée du début novembre à la mi-mai, toutefois la circulation sécuritaire sur la glace se fait généralement de la mi-novembre à la mi-avril.
Une route forestière passe du côté Est du lac Mouliers.

## Géographie
Les bassins versants voisins de la rivière Davoust sont :
- côté Nord : lac Desorsons, lac Rodayer, lac Chaboullie, rivière Utamikaneu ;
- côté Est : ruisseau Kapitastikweyack, rivière Pauschikushish Ewiwach, rivière Matawawaskweyau ;
- côté Sud : lac Katutupisisikanuch, rivière Nottaway ;
- côté Ouest : lac Dusaux, rivière Nottaway.

La rivière Davoust prend sa source à l’embouchure du lac Mouliers (longueur : 2,9 km ; largeur : 2,4 km ; altitude : 244 m).
À partir de l’embouchure du lac Mouliers, la rivière Davoust coule sur 19,8 km selon les segments suivants :
- 6,9 km vers le Nord-Ouest, jusqu’à un ruisseau (venant du Nord) ;
- 5,4 km vers l’Ouest jusqu’à la rive Est du lac Davoust ;
- 2,0 km vers le Sud-Ouest en traversant le lac Davoust (longueur : 2,4 km ; altitude : 213 m), jusqu’à son embouchure ;
- 5,5 km vers l’Ouest jusqu’à son embouchure[2].

L’embouchure de la rivière Davoust est située à :
- 119,3 km au Nord-Ouest du centre-ville de Matagami ;
- 96,4 km au Sud-Est de la confluence de la rivière Nottaway avec la Baie de Rupert (reliée à la Baie James) ;
- 61,6 km au Nord-Ouest de l’embouchure du lac Soscumica ;
- 83,3 km à l’Est de la frontière ontarienne.

## Toponymie
Le toponyme "rivière Davoust" a été officialisé le 5 décembre 1968 à la Commission de toponymie du Québec.